# Mieszkowice (Opole)
Mieszkowice is een dorp in de Poolse woiwodschap Opole. De plaats maakt deel uit van de gemeente Prudnik en telt 451 inwoners.

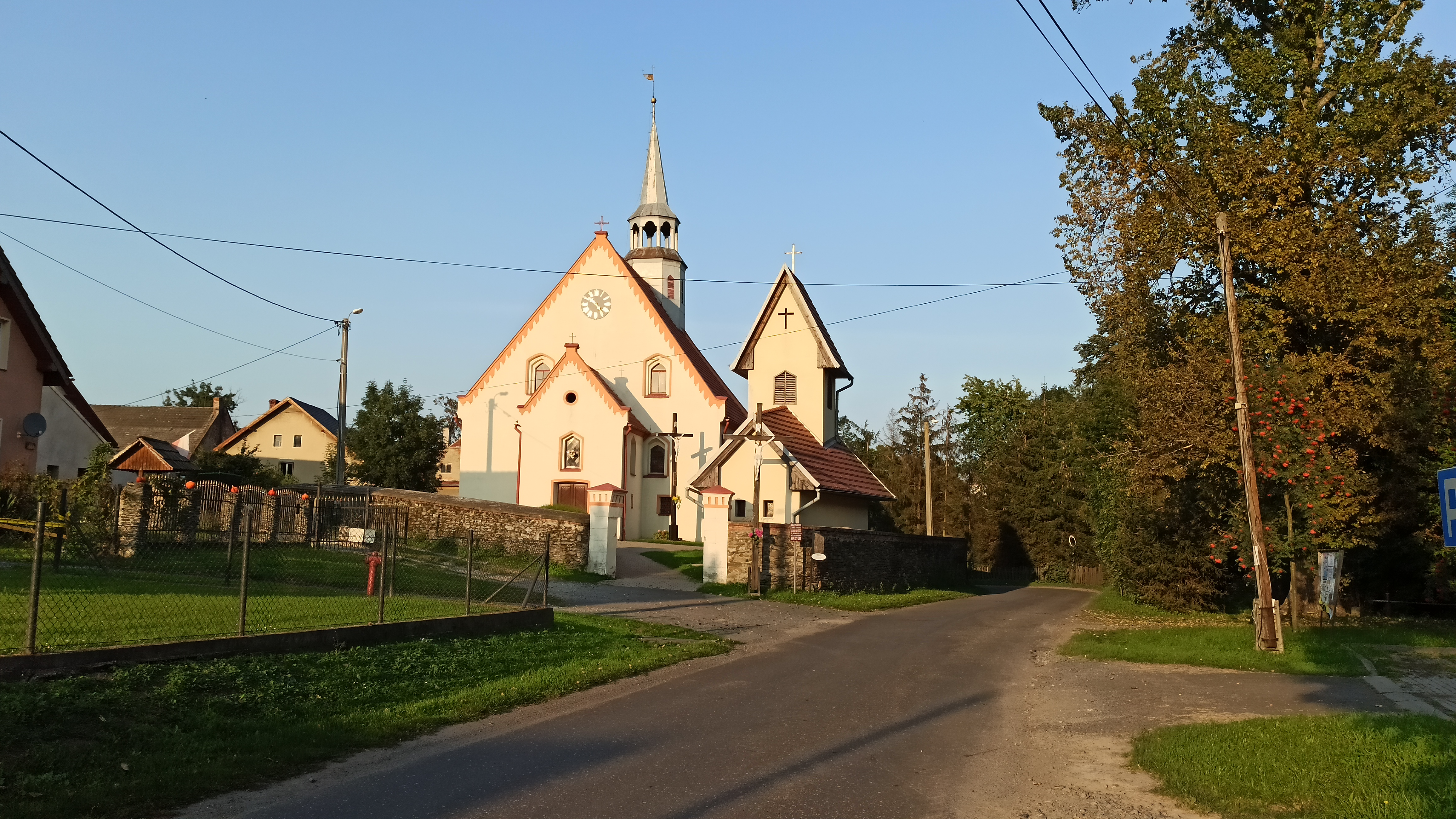